# Cherry Kicks
Cherry Kicks är den svenska rockgruppen Caesars Palaces andra album, utgivet 2000. Producerat av gruppens gitarrist Joakim Åhlund.

## Låtlista
1. "Right About Time" (César Vidal) - 2:50
2. "Subhuman Girl" (Joakim Åhlund) - 2:31
3. "Crackin' Up" (César Vidal) - 3:14 (CD-singel)
4. "One Good Night" (Joakim Åhlund) - 4:04
5. "Spill Your Guts" (César Vidal) - 2:47
6. "Since You've Been Gone" (Joakim Åhlund) - 3:16
7. "Oh Yeah?" (Joakim Åhlund) - 3:12
8. "Punkrocker" (Joakim Åhlund/Patrik Arve/Klas Åhlund) - 6:21
9. "Fun & Games" (Lee Perry/Keith Byles) - 2:23 (CD-singel)
10. "From the Bughouse" (Joakim Åhlund) - 2:52 (CD-singel)
11. "Only You" (Joakim Åhlund) - 2:34
12. "Cherry Kicks" (Joakim Åhlund) - 4:01